# Trygonoptera mucosa
Trygonoptera mucosa är en rockeart som först beskrevs av Gilbert Percy Whitley 1939.  Trygonoptera mucosa ingår i släktet Trygonoptera och familjen Urolophidae. IUCN kategoriserar arten globalt som livskraftig. Inga underarter finns listade i Catalogue of Life.